# Фіркович Гавриїл Семенович
Гавриїл Семенович Фіркович (нар. 1805, Троки, Литовсько-Віленська губернія, Російська імперія — пом. 1869 або 1870) — караїмський газзан, найближчий помічник і фінансовий директор А. С. Фірковича.

## Життєпис
Народився 1805 року в Троках в родині газзана і меламеда Семена (Сімхи) Фірковича. Мати — Ганна Хаїмівна. Закінчив мідраш і повітове училище. З дитинства знав російську мову, яку з 1844 року викладав в євпаторійському караїмському училищі. Також володів французькою й німецькою мовами. Посада газзана почав виправляти в сімферопольській громаді приблизно з 1838 року. Потім протягом 10 років з 1840 року служив газзаном і меламедом у Севастополі (за іншими даними — з 1842 по 1844 рік). У цей час почав активно допомагати своєму тестю А. С. Фірковичу, зокрема, в подорожі з археологічної метою по Кавказу в 1849-1850 році, дослідженні надгробків на караїмською кладовищі в Йосафатовій долині у Чуфут-Кале. Зокрема, у 1847 році вони склали план цього кладовища, який розбивав його на ділянки. Всі зібрані на Кавказі рукописи, монети та інші цінності за вказівкою Кавказького намісника М. С. Воронцова передані у власність Одеського товариства історії та старожитностей.
З 1840-их років і до своєї смерті працював фінансовим директором А. С. Фірковича, разом з яким відстоював цінність й старовину знайдених ними рукописів та надгробних написів перед академічними вченими. У 1857 році зарахований до духовного звання і зайняв посаду старшого Трокського газзана.
Автор твору давньоєврейською мовою в жанрі настанови і повчання («мусар» (від дав-євр. מוסר, досл. «мораль») під назвою «Зікарон ледор ахрон, або Записки Гавриїла Фірковича», присвяченого фінансової катастрофи, яка спіткала його на Уралі наприкінці 1860-х років. Твір було видано у вигляді брошури в 1871 році у Вільно після смерті Гавриїа Фірковича.
З 1840-х років був одружений з дочкою А. С. Фірковича — Мілка. Дітей не мали.
Помер у 2-ій половині 1869 або на початку 1870 року.